# Сејдозеро
Сејдозеро (рус. Сейдозеро) мање је ледничко језеро смештено у планинском подручју Ловозерских планина, у централном делу Мурманске области (осносно њеног Кољског полуострва), на крајњем северозападу европског дела Руске Федерације. Површина језерске акваторија је 10,9 км², док је површина сливног подручја око 2.130 км², а само језеро се налази у некадашњем цирку на надморској висини од 189 метара. Језеро је издужено у смеру запад-исток у дужини од 8 километара, док максимална ширина не прелази 2,5 километара.
Једина притока Сејдозера је речица Елмојарок, док је преко отоке Сејдјаврјок повезано са језером Ловозеро и самим тим са басеном Баренцовог мора.
Име језера потиче од лапонске речи сејд која означава свето место. У лапонској митологији цело подручје Ловозерских тундри, а самим тим и подручје око језера Сејдозеро имало је велики религијски значај и сматрало се светим планинама. У научно-фантастичним теоријама Сејдозеро се сматра једним од религијских центара митске Хипербореје.